# 木茎火绒草
木茎火绒草（学名：Leontopodium stoechas）是菊科火绒草属的植物，为中国的特有植物。分布于中国大陆的四川等地，生长于海拔2,000米至3,300米的地区，常生于亚高山向阳干燥坡地，目前尚未由人工引种栽培。

## 异名
- Leontopodium stoechas Hand.-Mazz. var. minor Ling